# Aurèlia Pijoan Querol
Aurèlia Pijoan Querol (Castellserà, 16 de gener de 1910 - Mèxic, 1998) fou una activista política i metgessa catalana, essent la primera dona regidora de la Paeria de Lleida.

## Biografia
Estudià Medicina a les universitats de Barcelona i València i es llicencià el 1933. Treballà al Laboratori Municipal de Lleida, on s'especialitzà en la producció de la vacuna contra la tuberculosi. Realitzà la tesi doctoral a la Universitat de Madrid sobre la immunitat del paludisme, tot i que l'esclat de la Guerra Civil espanyola li impedí presentar-la el setembre de 1936. Durant el conflicte bèl·lic exercí de metgessa a l'Hospital Intercomarcal i dirigí la casa de repòs habilitada per a combatents amb problemes pulmonars i respiratoris al municipi pallarès d'Espot. Militant del Partit Socialista Unificat de Catalunya (PSUC) des de juliol de 1936, assumí, juntament amb les seves germanes Avelina i Palmira, el Secretariat Femení del PSUC a Lleida i comarques. Alhora, fou nomenada secretària general de la Unió de Dones de Catalunya a Lleida, una organització antifeixista nascuda a Barcelona, el 1937, màxima dirigent de la qual era la seva bona amiga Dolors Piera. El compromís i la fermesa de totes dues les va conduir a ser pioneres en la presència pública de la dona. Entre setembre i octubre de 1937 fou regidora a la Paeria de Lleida en representació del PSUC i, probablement, dugué a terme les funcions de la Regidoria de Sanitat. D'aquesta manera es convertí en la primera dona que accedí a un càrrec de representació municipal a la Paeria de Lleida. La intensa activitat política que dugué a terme comportà que impartís nombroses conferències a la ràdio i mítings en diversos pobles de Catalunya, sobre la necessitat de mobilitzar les dones per a la causa republicana.
Casada, des de 1938, amb Luis Pérez García-Lago, hagué d'exiliar-se a l'Estat francès, des d'on, el desembre de 1939, marxà a la República Dominicana. La colònia agrícola el Seybo fou l'escenari de la seua estança a la selva dominicana. Simultàniament, el Tribunal de Responsabilitats Polítiques li obrí un expedient, com a regidora del període revolucionari, en què fou multada amb 5.000 pessetes, 8 anys d'expatriació i 8 anys d'inhabilitació. Fugí a Tàrrega, ja que va ser en aquesta localitat on es van instal·lar provisionalment les direccions del PSUC i la UGT. Allà van continuar publicant UHP i, amb l'objectiu de guanyar en eficàcia, van impulsar el pluripartidista Front Popular Antifeixista. A principis de 1941, després d'un breu període a Cuba, s'establí definitivament a Mèxic, on nasqueren els seus tres fills. Allí, si bé deixà de banda la professió de metgessa, continuà la seua militància al PSUC i a la Unió de Dones de Catalunya (de la qual assumí la secretaria general). Militant de primera hora de la Unión de Mujeres Españolas en México (UME), que aglutinava les dones comunistes en particular i les republicanes en general, en fou vicesecretària i secretària general. També tingué una activa participació en el Patronat d'Ajut als Patriotes Catalans. Pertanyent a un ambient familiar profundament comunista, el seu marit fou el secretari general del PSUC a Mèxic, la seua germana Avelina estava casada amb el destacat dirigent Pere Ardiaca i la seua germana petita, Elena, i el seu marit, Ángel Larrauri de Pablo, foren el nucli resistencialista més important dels comunistes en la Lleida franquista. Sempre vinculada al PSUC, al llarg de la seua vida a Mèxic, Aurèlia Pijoan continuà actuant en diverses lluites orientades a l'ajut i la solidaritat dels més desafavorits.

## Memòria
L'any 2012 l'Ajuntament de Castellserà, amb la col·laboració del Col·lectiu A les Trinxeres, li feu un acte d'homenatge i li dedicà un carrer de la població. La Paeria de Lleida posà el seu nom a una avinguda de la ciutat.